# Badia (Ladínia)
Badia (alemany Abtei) és un municipi italià, dins de la província autònoma de Tirol del Sud. És un dels municipis del vall de Gran Ega (Ladínia). L'any 2007 tenia 3.237 habitants. Limita amb els municipis de Cortina d'Ampezzo, Corvara, La Val, Livinallongo del Col di Lana, Mareo, San Martin de Tor i Sëlva.
És format per les fraccions de La Ila (Stern, La Villa), Pedraces (Pedratsches, Pedraces), San Ćiascian (Sankt Kassian, San Cassiano) i San Linêrt (Sankt Leonhard, San Leonardo)

## Situació lingüística
| Pertinença lingüística (cens 2001) | 2,69% alemany |
| Pertinença lingüística (cens 2001) | 3,88% italià  |
| Pertinença lingüística (cens 2001) | 93,43% ladí   |

## Administració
| Període | Identitat  | Partit        |
| ------- | ---------- | ------------- |
| 2004-   | Ugo Dorigo | Llista cívica |

## Personatges il·lustres
- Micurà de Rü, lingüista; autor de la primera gramàtica ladina
- Josef Freinademetz, missioner a la Xina.

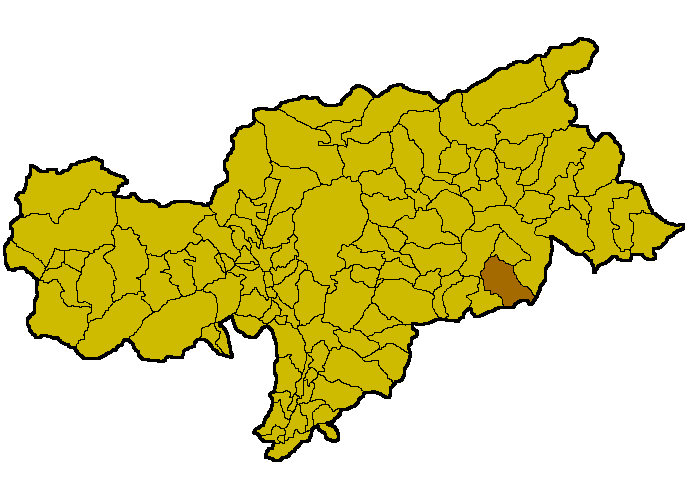
Territori comunal